# Johan Santana
Johan Alexander Santana Araque (* 13. März 1979 in Tovar, Mérida, Venezuela) ist ein venezolanischer Baseballspieler in der Major League Baseball auf der Position des Pitchers.
Nachdem er 1999 von den Florida Marlins gedraftet wurde, kam er zu den Minnesota Twins, für die er 2000 sein Debüt in der MLB gab. 2004 und 2006 gewann er den Cy Young Award der American League.
Als Zugpferd agierend führte Santana 2004 seinen Klub aus den Twin Cities in die Play-offs, wo sie in der ersten Runde den New York Yankees unterlegen waren.
2006 gelang es ihm die Triple Crown als Pitcher zu gewinnen, er führte die MLB in Strikeouts (245), in ERA (2.77) und in Wins (19, geteilter 1. Platz mit Chien-Ming Wang) an.
Aktuell wird er als einer der besten Strikeout-Pitcher gehandelt. Nach 2005 führte er auch 2006 diese Statistik an.
Am 19. August 2007 brach Johan Santana einen Rekord seines Klubs, der Minnesota Twins, indem er 17 Strikeouts in einem Spiel gegen die Texas Rangers warf.
Damit lag er zwei Strikeouts über dem bisherigen Rekord.
In der Off-Season 2007 wurde Johan Santana zu den New York Mets getradet. Er unterschrieb dort einen Vertrag in Höhe von 137,5 Millionen Dollar über 6 Jahre, was auch einen Rekord für den höchstdotierten Vertrag für einen Pitcher darstellte.
Am 1. Juni 2012 warf Santana im Spiel der Mets gegen die St. Louis Cardinals den ersten No-Hitter in der bis dahin 51-jährigen Franchise-Geschichte der Mets.
Seine letzte Saison spielte Santana 2012. Danach versuchte er es wiederholt wieder bei verschiedenen Vereinen der MLB, konnte sich aber wegen einer schweren Schulterverletzung und anschließend einer Achillessehnenruptur keinen Platz in einem Major-League-Kader mehr erarbeiten.